# Csángó's

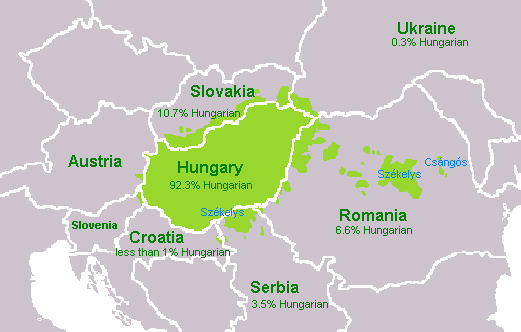
Hongaars taalgebied, met geheel oostelijk de Csángó's

De Csángó's of Ceangăi vormen een Hongaarse etnische groep in Roemeens Moldavië. Ze wonen verspreid over vier districten in het gebied. De Csángó's hebben lange tijd geïsoleerd van de buitenwereld geleefd, en hebben daardoor enkele culturele tradities behouden die in de rest van Europa verloren zijn gegaan. Hun cultuur wordt echter bedreigd; enerzijds door de opkomst van de globalisering (waardoor de Csángó's hun geïsoleerde positie verliezen) en anderzijds door gedwongen assimilatie door de Roemeense autoriteiten.
Het woord Csángó laat zich in het Hongaars etymologisch ontleden als ofwel afgeleid uit csángál dat 'zwerven' of 'rondtrekken' betekent (wat het historische migratiekarakter van de Csángó’s zou benadrukken), of afkomstig van csángani dat 'bastaarden' betekent, en dat door de Székely, een westelijker in Roemenië wonende Hongaarse bevolkingsgroep, werd gebruikt om Roemenen die bekeerd waren tot het katholieke geloof mee aan te duiden.

## Definitie van de Csángó's
De Csángógemeenschap wordt in de traditionele Hongaarse etnografie onderverdeeld in drie groepen, op basis van het Hongaarse dialect dat ze spreken: de noordelijke Csángó's (spreken het noordelijke Csángódialect), de zuidelijke Csángó's (spreken het zuidelijke Csángódialect) en de Szekler Csángó (spreken verschillende Székelydialecten). Daarnaast bestaan er kleine groepen Csángó's in de Gyimes-pas en in een gebied dat Hétfalu (Hongaars voor 'zeven dorpen') wordt genoemd, vlak bij Brașov.
Het taalcriterium dat Hongaarse etnografen gebruiken voor het al dan niet toekennen van de Csángó-identiteit aan sommige inwoners van Moldavië werkt niet bevredigend, omdat grote delen van de Csángógemeenschap hun Hongaarse dialect hebben losgelaten en alleen nog maar Roemeens spreken. Ondanks deze taalassimilatie worden zij door de Csángógemeenschap zelf en de Roemenen in de omgeving als volledig Csángó gezien. Ook zijn er grote delen van de gemeenschap die het Hongaarse dialect slechts als tweede taal spreken, of een mengeling van Roemeens en Hongaars spreken.
Tegenwoordig worden de Csángó's (met uitzondering van de Gyimes- en de Hétfalucsángó's) op grond van de volgende kenmerken onderscheiden:
- aanhangers van het rooms-katholieke geloof
- sprekers van het Csángó-Hongaars als eerste of tweede taal
- wonend in Centraal-Moldavië.

In de Roemeense volkstelling van 1992 verklaarden 2165 inwoners zichzelf Csángó.
De Raad van Europa schat het aantal Csángó's dat een Hongaars dialect spreekt op 60.000 à 70.000.
De Szekler Csángó's, waarvan de meesten zich pas aan het einde van de achttiende eeuw bij de Csángó's voegden, bleven zichzelf lange tijd als Szekler beschouwen. Door intensief contact verdwenen de oorspronkelijke verschillen tussen beide groepen, waardoor de meeste Szekler Csángó's zichzelf tegenwoordig als Csángó zien.

## Oorsprong van de Csángó's
De etnische oorsprong van de Csángó's is onzeker en blijft een bron van onenigheid tussen historici en etnografen. In de loop van de tijd zijn verschillende theorieën ontwikkeld over de afkomst van de Csángós's. Volgens een theorie stammen de Csángós af van een groep Hongaren die tijdens de Hongaarse verovering van het Karpatenbassin rond het jaar 900 van de hoofdgroep is afgesplitst. Andere theorieën zien de Csángó's als afstammelingen van de Koemanen of andere stammen die rond de eerste millenniumwisseling Moldavië bewoonden. Al deze theorieën worden door wetenschappers tegenwoordig als onwaarschijnlijk gezien omdat algemeen geaccepteerd wordt dat niemand de invasie in 1241-1242 van de Mongolen zou hebben kunnen overleven.
Sommige Roemenen hebben de theorie geopperd die stelt dat de Csángó's in feite gemagyariseerde (of geszekleriseerde) Roemenen zijn uit Transsylvanië. Naast het feit dat voor deze theorie geen enkel bewijs bestaat wordt het ook erg onwaarschijnlijk geacht dat een gemagyariseerde stam in een omgeving vol Roemenen zo sterk gehecht zouden blijven aan hun taal en geloof. In de wetenschap wordt deze theorie dan ook afgedaan als een poging van de Roemeense autoriteiten om de gedwongen assimilatie te rechtvaardigen.
De meest geaccepteerde theorie (zowel door Hongaarse als Roemeense wetenschappers) is dan ook dat de Csángó's van Hongaarse origine zijn en dat ze vanuit het westen Moldavië bereikten. Het is mogelijk dat de eerste lichting Csángó's zich in Moldavië vestigden in de dertiende eeuw, toen de Hongaarse koning Béla IV in Milko een bisschopsstoel stichtte, maar het is onwaarschijnlijk dat die groep de Mongoolse invasie overleefde. Vanaf midden veertiende eeuw worden Hongaarse, Roemeense en Saksische nederzettingen in de literatuur genoemd.
Daarnaast is het algemeen geaccepteerd dat de Csángó's zich in de strategisch gelegen bergpassen van Moldavië vestigden om het Hongaarse koninkrijk te verdedigen. Later voegden Szeklers zich bij de Csángó's in Moldavië. Vooral na de slachting door het Oostenrijkse leger van dienstontduikende Szeklers in Csíkmádéfalva in 1764 kwam de vestiging van Szeklers in Moldavië op gang. Sommige Szeklers stichten eigen nederzettingen waar andere Szeklers zich bij Csángó's in hun nederzettingen voegden.
Naast strategische redenen trok ook de vruchtbare grond van Moldavië Csángó's aan. Csángó's bezaten een machtige positie in Moldavië tot de Hongaarse nederlaag bij de eerste Slag bij Mohács (1526).

## Csángó als etnische groep
De Csángógemeenschap deelt enerzijds veel culturele aspecten met de Roemeense bevolking en anderzijds sommige fundamentele culturele aspecten als taal en religie met etnische Hongaren. Door deze meerduidigheid van de culturele identiteit van de Csángógemeenschap bestaat er tussen historici en etnografen van de Hongaarse en de Roemeense kant verdeeldheid over de etniciteit van de Csángó's; Roemenen zien hen als Roemenen, en Hongaren zien Csángó's als Hongaren.
Etniciteit analyseren op basis van louter culturele aspecten van een groep levert vaker problemen op. Als gevolg hiervan wordt deze manier van analyseren in de antropologie niet langer gebruikt. Volgens vele antropologen is het een misvatting te denken dat de 'cultuurdragende' eigenschap van etnische groepen het voornaamste aspect is van etniciteit. Etniciteit is in de eerste plaats dat wat de leden van de groep omschrijven als hun grondleggende basisidentiteit (basic, most-general identity). Daarnaast wordt er nadruk gelegd op de relaties tussen etnische groepen (inter-group relations) en zogenaamde etnische grenzen (ethnic boundaries), dat wil zeggen de grenzen die tussen verschillende etnische groepen bestaan en als zodanig de etniciteit van een groep bepalen.

### Analyse van de Csángó-identiteit
Antropoloog James Kapalo heeft de Csángógemeenschap geanalyseerd met inachtname van de modernere definities van etniciteit. Het volgende gedeelte geeft een samenvatting van zijn bevindingen.

#### Toekenning van de Csángó-identiteit
Door de Roemeense bevolking van Moldavië wordt aan de noordelijke Csángó's, die voornamelijk Hongaars spreken, niet de Roemeense identiteit toegekend. Dit betekent dus in feite dat door de Roemeense bevolking indirect het bestaan van de etnische groep Csángó bevestigd wordt.
Tevens zien de meeste Csángó's zichzelf in de eerste plaats als Csángó. Een onderzoek door Kapalo onder Csángó-schoolkinderen leverde als resultaat op dat een meerderheid van 41 van de 79 ondervraagden zichzelf zag als Csángó. 18 verklaarden zichzelf Hongaars, 13 katholiek, 2 Roemeens en 3 Ungor.

#### Etnische grenzen en de rol van het sociale stigma
De Csángó-identiteit wordt in het openbaar niet geuit (in de privé-sfeer wél) en de Csángó's staan over het algemeen onverschillig tegenover het nemen van politieke actie (zitting nemen in lokale raden, pleiten voor onderwijs in eigen taal).
De reden waarom Csángó's er niet voor kiezen de Csángó-identiteit te uiten, ligt in het feit dat Csángó’s door Roemenen als achtergebleven en onbeschaafd worden gezien. Om dit sociale stigma te ontwijken hebben Csángó's, net als bijvoorbeeld de Samische bevolking van Noorwegen, technieken ontwikkeld die 'sancties' van de lokale Roemeense bevolking moeten voorkomen. Deze technieken behelzen, naast het niet-communiceren van de Csángó-identiteit in het openbaar, ook het niet-gebruiken van het Csángó-Hongaars in publieke sferen, het niet openbaar verdedigen of zelfs het publiekelijk veroordelen van de politiek van de Hongaarse minderheid in Transsylvanië, en het zichzelf voordoen als een patriottisch Roemeen.
Dezelfde techniek wordt overigens ook toegepast wanneer de Csángó's in contact komen met Transsylvaanse Hongaren. Transsylvaanse Hongaren zien Csángó's vaak als 'etnisch besmet' en sommigen zien in hen zelfs 'etnische verraders'. Csángó-Hongaars wordt gezien als een lelijke bastaardvorm van het Hongaars. In het contact tussen Csángó's en Hongaren overdrijven Csángó’s ook dan hun Roemeens-zijn, omdat ze dan deel uitmaken van de meerderheid.

#### Conclusie
Hoewel de Csángó's etnisch slecht georganiseerd zijn en ze hun Csángózijn naar buiten toe niet communiceren, hebben Csángó's geen moeite hun lidmaatschap van de etnische groep Csángó te onderschrijven en de etnische grenzen te handhaven. Antropoloog Don Handelman, die een typologie ontwikkelde voor het indelen van etnische groepen, deelt deze groepen in als 'etnische netwerken'. De conclusie van Kapalo is dan ook dat de Csángó's een op zich zelf staande etnische groep vormen die onder de categorie 'etnisch netwerk' valt.

## Nationaal bewustzijn van de Csángó's
De Csángó's die in verschillende lichtingen naar Moldavië trokken namen een nog zwak ontwikkeld nationaal bewustzijn met zich mee. In tegenstelling tot de Székely van Transsylvanië, hadden ze geen deel aan de ontwikkeling van het Hongaars nationaal bewustzijn die zich - net als in de rest van Europa - vooral in de negentiende eeuw voltrok. Sterker nog, ze hadden deel aan de ontwikkeling van het Roemeense nationale bewustzijn. Het grootste deel van de Csángógemeenschap voelt zich dan ook deel van de Roemeense natie. Deze situatie is niet zeldzaam in de Balkan. Kleine etnische groepen voelen zich ook in andere landen vaak verbonden met een andere natie dan die van hun etnische verwanten. De Arvanieten in Griekenland bijvoorbeeld, voelen zich volwaardige Grieken, hoewel ze een Albanees dialect spreken.
In het nationalisme van de negentiende eeuw was de gemeenschappelijke nationale taal een belangrijke factor. In alle Europese natiestaten werden standaardtalen ontwikkeld, die de enige te gebruiken talen werden voor officiële doeleinden. De standaardtaal verwierf aanzien vanwege haar officiële karakter en vanwege het feit dat alleen de standaardtaal werd onderwezen. Vrijwel geen enkele minderheid in Europa kon haar eigen taal schrijven, en kan dat in mindere mate tot op de dag van vandaag nog steeds niet (vgl. de situatie van het geschreven Fries in Friesland). De lokale taal werd door minderheden in heel Europa dan ook gezien als inferieur (en weer geldt dit in mindere mate ook voor de situatie van vandaag de dag, vgl. de nog steeds in grote mate inferieur geachte Nederlandse dialecten als het Achterhoeks).
Het feit dat de Csángó's op het gebied van taalgebruik intern opgedeeld zijn in een Hongaars- en een Roemeenssprekend deel, en het feit dat veel Csángó-Hongaars sprekende Csángó's het moderne Standaardhongaars niet begrijpen, draagt verder bij aan de ontwikkeling van een Roemeense nationale identiteit bij de Csángó's. Omdat de meest fundamentele culturele factor voor het ontwikkelen van een nationale identiteit bij de Csángó's ontbreekt (taal) ontwikkelden ze zonder schaamte een Roemeense nationale identiteit.
De Csángóbevolking is in dit opzicht echter niet homogeen. Een kleine Csángó-Hongaars sprekende intellectuele minderheid heeft een sterke Hongaarse nationale identiteit ontwikkeld en banden aangehaald met de Hongaarse minderheid in Transsylvanië.

### Roemenië en de term "nationale minderheid"
Roemenië gebruikte - en gebruikt in een zekere mate nog steeds - de term 'nationale minderheid' om de rechten van minderheden te beschermen. Minderheidswetgeving die op het eerste gezicht een goede waarborg lijkt te bieden voor minderheden wordt altijd vanuit het perspectief van het begrip 'nationale minderheid' geschreven. Deze term kan echter te eng worden opgevat.
In de definitie van de Roemeense regering is een nationale minderheid een minderheid die zich verbonden voelt met een andere natie, of een nationaal bewustzijn bezit dat anders is dan die van het grootste deel van de bevolking.
Omdat de Csángó's zichzelf voor het grootste deel als onderdeel van de Roemeense natie zien, was en is hun politieke status in een land waar voor minderheden altijd de term 'nationale minderheid' wordt gebruikt problematisch.
De terminologie 'nationale minderheid' is tegenwoordig grotendeels verlaten om plaats te maken voor bredere termen als etnische, religieuze en linguïstische minderheid, maar blijft vooral in Oost-Europa veel gebruikt.

## Woongebieden van de Csángó's

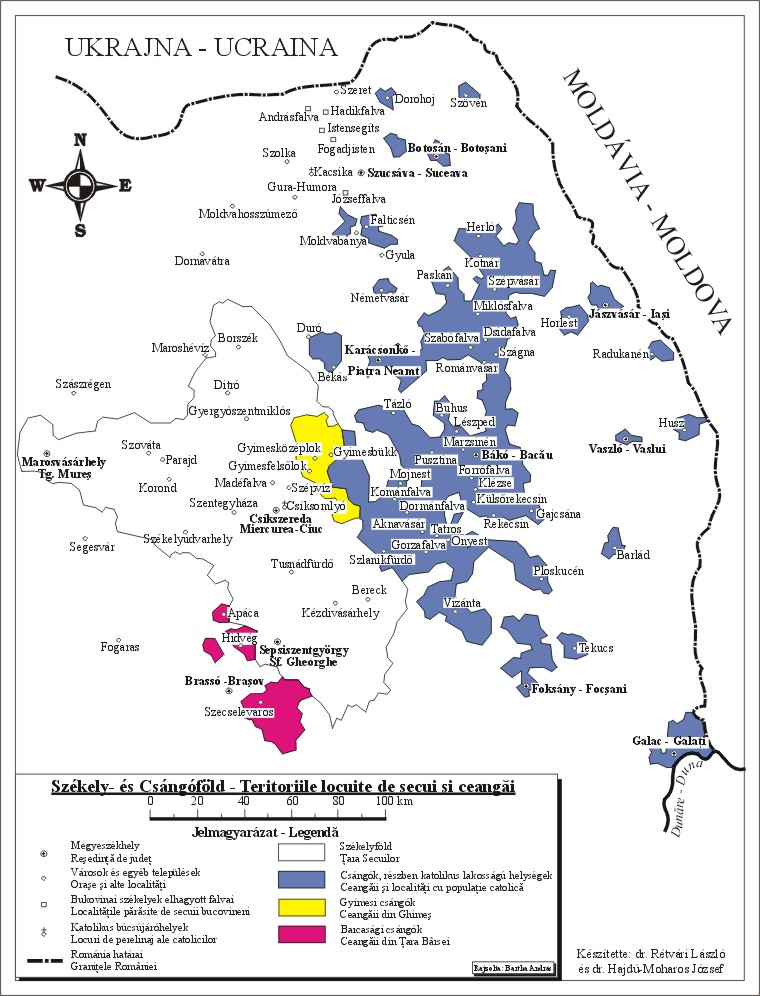

De Csángó bevolking is te verdelen in drie subgroepen:
- Csángó's in Moldavië
- Csángó's in Gyimesvallei
- Csángó's in Burzenland (Țara Bârsei)

Op de hiernaast afgebeelde kaart zijn de Moldavische Csángó's in blauw weergegeven, die van de Gyimesvallei in geel en die van het Burzenland in magenta. 
De Csángóbevolking in Moldavië is de grootste groep, volgens schattingen zijn er circa 62.000. De Csángó's in de Gyimesvallei zijn met enkele duizenden net als die van het Burzenland.

## Assimilatie
Hoewel de gedwongen assimilatie haar hoogtepunt bereikte tijdens de communistische dictatuur van Nicolae Ceaușescu is ze tot op de dag van vandaag nog niet uitgebannen.

## Cultuur
'Een belangrijk aspect van de Csángócultuur is het katholieke geloof dat de Csángó's hebben meegebracht uit Transsylvanië en dat afsteekt tegen de etnische Roemenen in de omgeving die vrijwel allemaal een Oosters-orthodox geloof belijden.
Naast het feit dat ongeveer een kwart van de Csángó's een Hongaars dialect spreekt, is hun cultuur ook op andere punten te onderscheiden van de Roemeense. Traditionele kleding speelt een grote rol in de Csángócultuur. De muziek van de Csángó's wordt gezien als een waardevolle en bijzondere wijze van Hongaarse volksmuziek. Veel traditionele muziekstukken dateren uit de middeleeuwen.

## Onderwijs
In de periode 1948-1958 kregen de Hongaarssprekende Csángó's de mogelijkheid onderwijs te volgen in hun eigen taal. In die naoorlogse periode was het Roemeense nationalisme tijdelijk naar de achtergrond verdwenen en kregen alle minderheden in Roemenië recht op onderwijs in de eigen taal.
De Csángó's waren nog nooit in het Hongaars onderwezen en sinds het einde van de negentiende eeuw waren de Katholieke diensten in het Hongaars afgeschaft. Veel Csángó's beschouwden deze naoorlogse periode cultureel gezien dan ook de meest veilige sinds tijden.
Voornamelijk door de hulp van de Hongaarse Volksfederatie werd in Moldavië op ongeveer honderd scholen Hongaarse les gegeven. Net als bij hun verwanten in Transsylvanië was deze situatie echter van korte duur. In 1955 werden vrijwel alle Hongaarse scholen in Moldavië gesloten; de laatste sloot haar deuren in 1958.
Desondanks is deze periode voor de hedendaagse Csángó's erg belangrijk geweest, omdat deze periode het begin betekende van de ontwikkeling van een Hongaars nationaal bewustzijn onder sommige Csángó's. De ontwikkeling van de Csángó-Hongaarse Associatie na 1990 gaf het startsein voor groeiende betrekkingen tussen Csángó's en Hongaren in Transsylvanië. De pogingen van deze associatie om de snelle taalassimilatie van de Hongaarssprekende Csángó’s tegen te gaan beginnen hun eerste vruchten af te werpen.
Opgemerkt dient echter ook te worden dat de opkomst van een Hongaars nationaal bewustzijn de identiteit van de Csángó's gecompliceerder heeft gemaakt. De Hongaarssprekende Csángógemeenschap voelt in haar identiteitsconflict enerzijds Hongaar en aan de andere kant verbonden met de Moldavische Katholieke Csángógemeenschap.